# 贡贝联足球俱乐部
贡贝联足球俱乐部（Gombe United F.C.） 是一支尼日利亚的职业足球俱乐部，位于尼日利亚贡贝，球队目前属于尼日利亚足球甲级联赛。球队的主场为阿布巴卡尔·乌玛尔纪念体育场(Abubakar Umar Memorial Stadium)。
1. ↑  http://www.worldofstadiums.com/africa/nigeria/pantami-stadium/